# Carl Christian Grønlund
Carl Christian Howitz Grønlund, född 1825, död 1901, var en dansk botaniker.
Grønlund studerade först teologi, men ägnade sig snart helt åt botanisk forskning och lärarverksamhet, anställdes 1880 som botaniker vid jäsningsfysiologiska laboratoriet å Ny Carlsberg och erhöll 1891 professors titel. Grønlund har ägnat sig åt floristik och särskilt behandlat Islands flora, vidare åt växtanatomi och zymoteknik samt varit verksam som pedagogisk och populärvetenskaplig författare.